# 第一艦隊 (日本海軍)
第一艦隊（だいいちかんたい）は、旧大日本帝国海軍の部隊の一つ。もっぱら戦艦を主力とした決戦艦隊に位置づけられていた。

## 概要
1903年12月26日に常備艦隊を二分割して編制した。この時に分離した第二艦隊とともに常設艦隊となり、日露戦争で活躍した。それ以降、何度も第二艦隊とともに連合艦隊を編制している。
連合艦隊が常設されるようになってからも、連合艦隊司令部が長年第一艦隊（及び第一戦隊）を直率していたが、1941年の戦時編制発令時に多数の艦隊（第三～第六艦隊および第一・第十一航空艦隊）が編制されて連合艦隊の規模が拡大したため、第一艦隊司令部を分離させている。司令部分離後は、連合艦隊司令部が第一戦隊を、第一艦隊司令部が第二戦隊を直率する形となった。
太平洋戦争中は作戦行動に出撃する機会が少なく、特に戦艦で構成する第二戦隊は柱島に常時停泊しており「柱島艦隊」と揶揄された。ミッドウェー作戦で主力部隊として出動した後は、所属していた航空戦隊や水雷戦隊を正式に他の艦隊に移籍させ、瀬戸内海で訓練艦隊として扱われていた。1944年2月25日解散。所属艦艇は第二艦隊に編合された。

## 沿革
- 1903年12月28日、常備艦隊を分割して創設。
- 1904年8月10日、黄海海戦
- 1905年5月27日、日本海海戦
  - 12月20日、連合艦隊解散。以後1922年まで連合艦隊は臨時編制となる。
- 1914年8月18日、第一次世界大戦に対応し、臨時編制に移行。以後敗戦まで臨時編制を維持。
- 1916年8月10日、潜水艦の艦隊運用開始。潜水艇で第4水雷戦隊を編制し、第一艦隊に配備。
- 1917年12月1日、3個特務艦隊派遣・シベリア出兵支援のため、第一戦隊（山城・扶桑）・第二戦隊（河内・摂津）の4隻体制に縮小。
- 1922年12月1日、連合艦隊常設化。第一艦隊司令部が連合艦隊司令部を兼任。
- 1929年11月30日、航空母艦の艦隊運用開始。第一航空戦隊を編制し、第一艦隊に配備。
- 1933年5月20日、連合艦隊と第一艦隊の主客逆転。連合艦隊司令部が第一艦隊司令部を兼任。
- 1937年10月以降：日中戦争（支那事変）対応のため、多数の戦隊を第三艦隊および支那方面艦隊に臨時派遣。
- 1940年11月15日、第六艦隊新設のため潜水戦隊を供出。
- 1941年4月10日、第一航空艦隊新設のため航空戦隊を供出。
  - 8月1日、太平洋戦争出師準備完了、第一戦隊を連合艦隊に供出。
  - 8月11日、連合艦隊司令部の兼職を解除。独自に第一艦隊司令部を設置。
  - 11月：真珠湾作戦機動部隊収容のため日本近海に出動。
- 1942年4月：ドーリットル空襲作戦部隊追撃のため出動。
  - 6月：ミッドウェー作戦支援のため出動。

以後は戦隊単位で個別に行動。
- 1942年7月14日、第三艦隊編制のため第三航空戦隊を供出。第一戦隊より長門・陸奥が第二戦隊に転入。航空戦艦改装のため伊勢・日向が連合艦隊附属に編入。
  - 11月10日、ソロモン方面で第八艦隊と行動していた第六戦隊が壊滅のため解散。
  - 11月21日、重雷装艦北上・大井からなる第九戦隊、用途なく解散、連合艦隊附属へ編入。
- 1943年3月15日、北上、大井を南西方面艦隊に供出。
  - 4月1日、第一水雷戦隊を第五艦隊に供出（同年、キスカ島撤収に成功）。第三水雷戦隊を第八艦隊に供出。
　　　　　駆逐艦練成部隊として第十一水雷戦隊、潜水艦練成部隊として第十一潜水戦隊を新設、第一艦隊に配備。
- 1943年6月8日、陸奥爆沈。爆沈時の司令長官清水光美中将が更迭される。
- 1944年1月1日、第十一潜水戦隊を第六艦隊に供出。改装が完了した伊勢、日向が第二戦隊に復帰。
  - 2月25日、解隊。

## 編制

### 1904年1月27日、日露戦争開戦直前の編制
- 第1戦隊：三笠・朝日・富士・八島・敷島・初瀬
- 第3戦隊：千歳・高砂・笠置・吉野
- 付属通報艦：龍田
- 第1駆逐隊：白雲・朝潮・霞・暁
- 第2駆逐隊：雷・朧・電・曙
- 第3駆逐隊：薄雲・東雲・漣
- 第1艇隊：第六十九号・第六十七号・第六十八号・第七十号
- 第14艇隊：千鳥・隼・真鶴・鵲

### 1914年8月18日、臨時体制時の編制
- 第1戦隊：摂津・河内・安芸・薩摩
- 第3戦隊：鞍馬・筑波・金剛・比叡
- 第5戦隊：三笠・肥前・敷島
- 第1水雷戦隊：音羽
  - 第1駆逐隊
  - 第2駆逐隊
  - 第16駆逐隊
  - 第17駆逐隊

### 1922年12月1日、連合艦隊常設時の編制
- 第1戦隊：長門・陸奥・伊勢・日向
- 第3戦隊：球磨・多摩・大井
- 第1水雷戦隊：龍田
  - 第25駆逐隊
  - 第26駆逐隊
  - 第27駆逐隊
  - 第28駆逐隊
- 第1潜水戦隊：筑摩・満州
  - 第4潜水隊
  - 第6潜水隊

### 1929年4月1日、航空戦隊新設（常設）時の編制
- 第1戦隊：山城・陸奥・日向
- 第3戦隊：名取・由良・長良
- 第1水雷戦隊：神通
  - 第13駆逐隊：若竹・呉竹・早苗・早蕨
  - 第27駆逐隊：菱・葦・菫
  - 第15駆逐隊：萩・藤・薄・蔦
  - 第16駆逐隊：朝顔・夕顔・芙蓉・刈萱
- 第1潜水戦隊：迅鯨
  - 第26潜水隊：呂60・呂61・呂62
  - 第27潜水隊：呂65・呂66・呂67
- 第1航空戦隊：赤城・鳳翔
  - 第4駆逐隊：羽風・島風・秋風・灘風

### 1936年6月1日、第1戦隊分割・第3戦隊再編時の編制
- 第1戦隊：長門・扶桑
- 第3戦隊：榛名・霧島
- 第8戦隊：神通・川内・長良
- 第1水雷戦隊：阿武隈
  - 第9駆逐隊：有明・夕暮・白露・時雨
  - 第21駆逐隊：初春・子日・初霜・若葉
  - 第30駆逐隊：睦月・如月・弥生・卯月
- 第1潜水戦隊：迅鯨
  - 第18潜水隊：伊53・伊54・伊55
  - 第19潜水隊：伊56・伊57・伊58
  - 第28潜水隊：伊59・伊60・伊63
- 第1航空戦隊：龍驤・鳳翔
  - 第5駆逐隊：朝風・春風・松風・旗風
- 附属：神威・鳴戸・間宮
  - 第26駆逐隊：楡・柿・葦

### 1940年5月1日、第3水雷戦隊新設時の編制
- 第1戦隊：長門・陸奥・伊勢・山城
- 第3戦隊：金剛・榛名
- 第6戦隊：加古・古鷹
- 第1水雷戦隊：阿武隈
  - 第27駆逐隊：有明・夕暮・白露・時雨
  - 第2駆逐隊：村雨・夕立・春雨・五月雨
  - 第24駆逐隊：海風・山風・江風・涼風
- 第3水雷戦隊：川内
  - 第12駆逐隊：叢雲・東雲・薄雲・白雲
  - 第20駆逐隊：天霧・朝霧・夕霧・狭霧
- 第4潜水戦隊：剣埼・伊7
  - 第18潜水隊：伊53・伊54・伊55
  - 第19潜水隊：伊56・伊57・伊58
  - 第30潜水隊：伊65・伊66・伊67
- 第1航空戦隊：赤城、龍驤
  - 第19駆逐隊：磯波・浦波・敷波・綾波

### 1941年12月10日、太平洋戦争開戦時の編制
- 第2戦隊：伊勢・日向・扶桑・山城
- 第3戦隊：金剛・榛名・比叡・霧島
- 第6戦隊：青葉・衣笠・古鷹・加古
- 第9戦隊：北上・大井
- 第1水雷戦隊：阿武隈
  - 第6駆逐隊：雷・電・響・暁
  - 第17駆逐隊：浦風・磯風・谷風・浜風
  - 第21駆逐隊：初春・子日・初霜・若葉
  - 第27駆逐隊：有明・夕暮・白露・時雨
- 第3水雷戦隊：川内
  - 第11駆逐隊：吹雪・白雪・初雪
  - 第12駆逐隊：叢雲・東雲・白雲
  - 第19駆逐隊：磯波・浦波・敷波・綾波
  - 第20駆逐隊：天霧・朝霧・夕霧・狭霧
- 第3航空戦隊：鳳翔・瑞鳳
  - 三日月、夕風

### 1942年4月10日、第二段作戦時の編制[1]
- 第2戦隊：伊勢・日向・扶桑・山城
- 第3戦隊：金剛・榛名・比叡・霧島
- 第6戦隊：青葉・衣笠・古鷹・加古
- 第9戦隊：北上・大井
- 第1水雷戦隊：阿武隈
  - 第6駆逐隊：雷・電・響・暁
  - 第21駆逐隊：初春・子日・初霜・若葉
  - 第24駆逐隊：海風・山風・江風・涼風
  - 第27駆逐隊：有明・夕暮・白露・時雨
- 第3水雷戦隊：川内
  - 第11駆逐隊：吹雪・白雪・初雪
  - 第19駆逐隊：磯波・浦波・敷波・綾波
  - 第20駆逐隊：天霧・朝霧・夕霧・狭霧
- 第3航空戦隊：鳳翔・瑞鳳
  - 三日月、夕風
- 附属：神洋丸

### 1942年7月14日、ミッドウェー海戦後の編制
- 第2戦隊：伊勢・日向・扶桑・山城
- 第6戦隊：青葉・衣笠・古鷹・加古
- 第9戦隊：北上・大井
- 第1水雷戦隊：阿武隈
  - 第6駆逐隊：雷・電・響・暁
  - 第21駆逐隊：初春・子日[注釈 1] ・初霜・若葉
- 第3水雷戦隊：川内
  - 第11駆逐隊：吹雪・白雪・初雪
  - 第19駆逐隊：磯波・浦波・敷波・綾波
  - 第20駆逐隊：天霧・朝霧・夕霧・狭霧
- 附属：神祥丸

### 1943年4月1日、ガダルカナル島撤退後の編制
- 第2戦隊：長門・陸奥・扶桑・山城
- 第11水雷戦隊：龍田
  - 第6駆逐隊：雷・電・響
  - 新月
  - 玉波（※玉波は戦隊編制時未竣工であり、竣工した1943年4月30日に正式編入された）
- 第11潜水戦隊：筑紫丸
  - 伊33・呂100・呂101・呂102・呂103・呂104・呂105・呂106・呂107

### 1943年9月1日、第一次ベララベラ夜戦後の編制
- 第2戦隊：長門・伊勢・扶桑・山城
- 第11水雷戦隊：龍田
  - 第6駆逐隊：雷・電・響
  - 第32駆逐隊：涼波・藤波・早波
  - 山雲
- 第11潜水戦隊：筑紫丸
  - 伊40・伊185・呂37・呂38・呂42・呂110・呂111
- 附属：宿毛海軍航空隊

### 1944年1月1日、最終時の編制[2]
- 第2戦隊
- 第11水雷戦隊
- 第6駆逐隊
- 所属艦艇
  - 長門型戦艦：長門
  - 伊勢型戦艦：伊勢、日向
  - 扶桑型戦艦：扶桑、山城
  - 天龍型軽巡洋艦：龍田
  - 吹雪型駆逐艦：雷・電・響
  - 夕雲型駆逐艦：朝霜・岸波・沖波

## 歴代司令長官
1. 東郷平八郎中将：1903年12月28日 -（※連合艦隊司令長官を兼任）
2. 東郷平八郎大将：1905年6月14日 -（※連合艦隊司令長官が直率（実質的に東郷大将の続投））
3. 片岡七郎中将：1905年12月20日 -
4. 有馬新一中将：1906年11月22日 - 1908年5月26日
5. 伊集院五郎中将：1908年5月26日 - 1909年12月1日（※1908年10月8日 - 11月19日、連合艦隊司令長官を兼任）
6. 上村彦之丞中将：1909年12月1日 - 1911年12月1日
7. 出羽重遠中将：1911年12月1日 - 1913年12月1日
8. 加藤友三郎中将：1913年12月1日 - 1915年8月10日
9. 藤井較一中将：1915年8月10日 - 1915年9月23日
10. 吉松茂太郎中将：1915年9月23日 -（※1915年11月11日 - 30日、1916年9月1日 - 10月13日、1917年10月1日 - 20日、連合艦隊司令長官を兼任）
11. 山下源太郎中将：1917年12月1日（※1918年9月1日 - 10月14日、1919年6月1日 - 10月27日、連合艦隊司令長官を兼任）
12. 山屋他人大将：1919年12月1日 -（※1920年5月1日 - 転出日、連合艦隊司令長官を兼任）
13. 栃内曽次郎大将：1920年8月24日 -（※1920年8月24日 - 10月30日、1921年5月1日 - 10月30日、連合艦隊司令長官を兼任）
14. 竹下勇中将：1922年7月27日 - （※12月1日以降、第一艦隊司令長官は連合艦隊司令長官を常時兼任）
15. 鈴木貫太郎大将：1924年1月27日 -
16. 岡田啓介大将：1924年12月1日 -
17. 加藤寛治中将：1926年12月10日 -
18. 谷口尚真大将：1928年12月10日 -
19. 山本英輔中将：1929年11月11日 -
20. 小林躋造中将：1931年12月1日 -
21. 小林躋造中将：1933年5月20日 -（※以降、1941年8月11日まで連合艦隊司令長官が直率）
22. 末次信正中将：1933年11月15日 -
23. 高橋三吉中将：1934年11月15日 -
24. 米内光政中将：1936年12月1日 -
25. 永野修身大将：1937年2月2日 -
26. 吉田善吾中将：1937年12月1日 -
27. 山本五十六中将：1939年8月30日 -
28. 高須四郎中将：1941年8月11日 -
29. 清水光美中将：1942年7月14日 -
30. 南雲忠一中将：1943年10月20日 - 1944年2月25日解隊

## 歴代参謀長
1. 島村速雄大佐：1903年12月28日 -（※連合艦隊参謀長を兼任）
2. 加藤友三郎少将：1905年1月12日 -（※連合艦隊参謀長を兼任）
3. 加藤友三郎少将：1905年6月14日 -（※連合艦隊参謀長が兼任（実質的に加藤少将の続投））
4. 藤井較一少将：1905年12月20日 -
5. 山下源太郎大佐：1906年11月22日 - 1908年12月10日（※1908年10月8日 - 11月19日、連合艦隊参謀長を兼任）
6. 財部彪大佐：1908年12月10日 - 1909年12月1日
7. 野間口兼雄少将：1909年12月1日 - 1911年3月11日
8. 秋山真之大佐：1911年3月11日 - 1912年12月1日
9. 竹下勇大佐：1912年12月1日 - 1913年12月1日
10. 佐藤鉄太郎少将：1913年12月1日 - 1914年4月17日
11. 山路一善大佐：1914年4月17日 -
12. 山中柴吉少将：1914年12月1日 - 1915年12月13日（※1915年11月11日-30日、連合艦隊参謀長を兼任）
13. 堀内三郎少将：1915年12月13日 - 1917年12月1日（※1916年9月1日-10月13日、1917年10月1日-20日、連合艦隊参謀長を兼任）
14. 斎藤半六少将：1917年12月1日 -（※1918年9月1日-10月14日、連合艦隊参謀長を兼任）
15. 舟越楫四郎少将：1918年12月1日 -（※1919年6月1日-10月27日、連合艦隊参謀長を兼任）
16. 吉岡範策少将：1919年12月1日 -（※1920年5月1日-10月30日、1921年5月1日-10月30日、連合艦隊参謀長を兼任）
17. 白根熊三少将：1921年12月1日 -（※1922年12月1日以降、第一艦隊参謀長は連合艦隊参謀長を常時兼任）
18. 樺山可也少将：1923年12月1日 -
19. 原敢二郎少将：1924年11月10日 - 1925年12月1日
20. 大湊直太郎少将：1925年12月1日 -
21. 高橋三吉少将：1926年11月1日 -
22. 濱野英次郎少将：1927年12月1日 -
23. 寺島健少将：1928年12月10日 - 1929年11月30日
24. 塩沢幸一少将：1929年11月30日 -
25. 嶋田繁太郎少将：1930年12月1日 -
26. 吉田善吾少将：1931年12月1日 -
27. 吉田善吾少将：1933年5月20日 -（※以降、1941年8月11日まで連合艦隊参謀長が兼任）
28. 豊田副武中将：1933年9月15日 -
29. 近藤信竹少将：1935年3月15日 -
30. 野村直邦少将：1935年11月15日 -
31. 岩下保太郎少将：1936年11月16日 -
32. 小沢治三郎少将：1937年2月18日 -
33. 高橋伊望少将：1937年11月15日 -
34. 福留繁大佐：1939年11月5日 -
35. 伊藤整一少将：1941年4月10日 -
36. 小林謙五大佐：1941年8月11日 -
37. 高柳儀八少将：1943年1月6日 - 1944年2月25日解隊